# 宮戸川 (茨城県)
宮戸川（みやとがわ）は、おもに茨城県古河市・境町を流れる利根川水系の小河川。現在は農業用水路として整備されている。県管理の一級河川。

## 地理
栃木県小山市域を源流域、野木町を上流域、茨城県古河市を中下流域として南流し、境町で利根川に合流する。主な流域は、小山市の美しが丘・平和・南飯田、野木町の川田・佐川野、古河市の上大野・小堤・関戸・稲宮・下大野・柳橋・久能・葛生、境町の横塚・塚崎。 。

## 歴史
かつての下流域は長井戸沼となっていたが、現在は干拓され、水田になっている。この沼を経由して、利根川（旧常陸川）に接続していた。